# Westliche Rätische Alpen
Die Westlichen Rätischen Alpen sind ein Abschnitt der Zentralen Ostalpen in der internationalen vereinheitlichten orographischen Einteilung der Alpen (SOIUSA) nach Sergio Marazzi.

## Einordnung
| Einordnung nach SOIUSA | Einordnung nach SOIUSA | Einordnung nach SOIUSA   |
| ---------------------- | ---------------------- | ------------------------ |
| Teil                   | II                     | Ostalpen                 |
| Sektor                 | II/A                   | Zentrale Ostalpen        |
| Abschnitt              | 15                     | Westliche Rätische Alpen |

Die Westlichen Rätischen Alpen haben in anderen Gliederungssystemen keine direkte Entsprechung. Die Alpenvereinseinteilung der Ostalpen (AVE) gliedert die Ostalpen in vier statt drei Bereiche, die Westlichen Rätischen Alpen nach SOIUSA umfassen den westlichen Teil der Zentralen Ostalpen, den nördlichen Teil der Westlichen Ostalpen sowie einen kleinen Teil der Südlichen Ostalpen nach AVE. Die Partizione delle Alpi kennt nur die Sektion der gesamten Rätischen Alpen, die nach SOIUSA in einen westlichen, einen östlichen und einen südlichen Abschnitt geteilt sind.

## Umgrenzung
Die Begrenzung der Westlichen Rätischen Alpen läuft im Uhrzeigersinn entlang der Linie Ill – Alfenz – Arlbergpass – Rosanna – Sanna – Inn – Reschenpass – Etsch – Trafoier Bach – Stilfser Joch – Braulio – Adda – Mera – Liro – Splügenpass – Hinterrhein – Alpenrhein. Dabei bildet der Arlbergpass die Verbindung zu den Nordtiroler Kalkalpen, der Reschenpass zu den Östlichen Rätischen Alpen, das Stilfser Joch zu den Südlichen Rätischen Alpen und der Splügenpass zu den Lepontinischen Alpen.
| Schweizer Voralpen                                  | Bayerische Alpen                | Nordtiroler Kalkalpen   |
| Glarner Alpen im weiteren Sinne Lepontinische Alpen |                                 | Östliche Rätische Alpen |
| Luganer Voralpen                                    | Bergamascher Alpen und Voralpen | Südliche Rätische Alpen |

## Untergliederung
Die Westlichen Rätischen Alpen werden in zwei Sektoren und acht Unterabschnitte eingeteilt.
| Sektor | Sektor                                                    | Unterabschnitt | Unterabschnitt                                       | Entsprechung in der AVE | Entsprechung in der AVE | Höchster Gipfel | Höhe          |
| ------ | --------------------------------------------------------- | -------------- | ---------------------------------------------------- | ----------------------- | ----------------------- | --------------- | ------------- |
| A      | Südwestliche Rätische Alpen (Südöstliche Bündner Alpen)   | I              | Platta-Alpen (Averser Berge) (Oberhalbsteiner Alpen) | 64                      | Platta-Gruppe           | Piz Platta      | 3392 m ü. M.  |
| A      | Südwestliche Rätische Alpen (Südöstliche Bündner Alpen)   | II             | Albula-Alpen                                         | 65                      | Albula-Alpen            | Piz Kesch       | 3418 m ü. M.  |
| A      | Südwestliche Rätische Alpen (Südöstliche Bündner Alpen)   | III            | Bernina-Alpen                                        | 66                      | Berninagruppe           | Piz Bernina     | 4049 m ü. M.  |
| A      | Südwestliche Rätische Alpen (Südöstliche Bündner Alpen)   | IV             | Livigno-Alpen                                        | 67                      | Livigno-Alpen           | Cima de’ Piazzi | 3439 m s.l.m. |
| A      | Südwestliche Rätische Alpen (Südöstliche Bündner Alpen)   | V              | Münstertaler Alpen (Westliche Vinschgauer Alpen)     | 29                      | etwa Sesvenna-Gruppe    | Piz Sesvenna    | 3204 m ü. M.  |
| B      | Nordwestliche Rätische Alpen (Nordöstliche Bündner Alpen) | VI             | Silvretta-Samnaun-Ferwall-Alpen                      | 26                      | Silvretta               | Piz Linard      | 3411 m ü. M.  |
| B      | Nordwestliche Rätische Alpen (Nordöstliche Bündner Alpen) | VI             | Silvretta-Samnaun-Ferwall-Alpen                      | 27                      | Samnaungruppe           | Piz Linard      | 3411 m ü. M.  |
| B      | Nordwestliche Rätische Alpen (Nordöstliche Bündner Alpen) | VI             | Silvretta-Samnaun-Ferwall-Alpen                      | 28                      | Verwall                 | Piz Linard      | 3411 m ü. M.  |
| B      | Nordwestliche Rätische Alpen (Nordöstliche Bündner Alpen) | VII            | Plessurgebirge                                       | 63                      | Plessur-Alpen           | Aroser Rothorn  | 2980 m ü. M.  |
| B      | Nordwestliche Rätische Alpen (Nordöstliche Bündner Alpen) | VIII           | Rätikon                                              | 25                      | Rätikon                 | Schesaplana     | 2964 m ü. M.  |